# Qualificazioni al campionato mondiale di calcio 2014 - CAF - Seconda fase, gruppo I

## Classifica
| Squadre      | P.ti | G | V | N | P | GF | GS | DR |
| ------------ | ---- | - | - | - | - | -- | -- | -- |
| Camerun      | 13   | 6 | 4 | 1 | 1 | 8  | 3  | +5 |
| Libia        | 9    | 6 | 2 | 3 | 1 | 5  | 3  | +2 |
| RD del Congo | 6    | 6 | 1 | 3 | 2 | 3  | 3  | 0  |
| Togo         | 4    | 6 | 1 | 1 | 4 | 4  | 11 | -7 |

## Risultati
| Arbitro: | Daniel Frazer Bennett |

|                          |           |  |
| Choupo-Moting 54’ (rig.) | Marcatori |  |

| Arbitro: | Koman Coulibaly |

|            |           |           |
| Damessi 8’ | Marcatori | 16’ Zuway |

| Arbitro: | Mohamed Farouk |

|                              |           |  |
| Mputu 23’ Mbokani 81’ (rig.) | Marcatori |  |

| Arbitro: | Mensur Maeruf |

|                       |           |                   |
| Zuway 6’ Snousi 90+3’ | Marcatori | 15’ Choupo-Moting |

| Arbitro: | Djamel Haimoudi |

|                       |           |            |
| Eto'o 41’ (rig.), 82’ | Marcatori | 45+1’ Wome |

| Kinshasa 24 marzo 2013, ore 15:30 UTC+1 | RD del Congo   | 0 – 0 referto | Libia | Stade des Martyrs (53.500 spett.)\| Arbitro: \| William Agbovi \| |
| Arbitro:                                | William Agbovi |               |       |                                                                   |

| Tripoli 7 giugno 2013, ore 17:30 UTC+2 | Libia        | 0 – 0 referto | RD del Congo | Stadio 11 giugno\| Arbitro: \| Joshua Bondo \| |
| Arbitro:                               | Joshua Bondo |               |              |                                                |

| Arbitro: | Rajindraparsad Seechurn |

|                         |           |  |
| Amewou 31’ Lalawelé 71’ | Marcatori |  |

| Arbitro: | Mohamed Benouza |

|                                      |           |  |
| Al Badri 7’ (rig.) Amewou 17’ (aut.) | Marcatori |  |

| Kinshasa 16 giugno 2013, ore 15:30 UTC+1 | RD del Congo  | 0 – 0 referto | Camerun | Stade des Martyrs\| Arbitro: \| Badara Diatta \| |
| Arbitro:                                 | Badara Diatta |               |         |                                                  |

| Arbitro: | Noumandiez Doué |

|             |           |  |
| Chedjou 42’ | Marcatori |  |

| Arbitro: | Bouchaïb El Ahrach |

|                              |           |            |
| Lalawélé 34’ Aloenouvo 90+2’ | Marcatori | 82’ Ebunga |